# S8 (S-Bahn Rhein-Main)

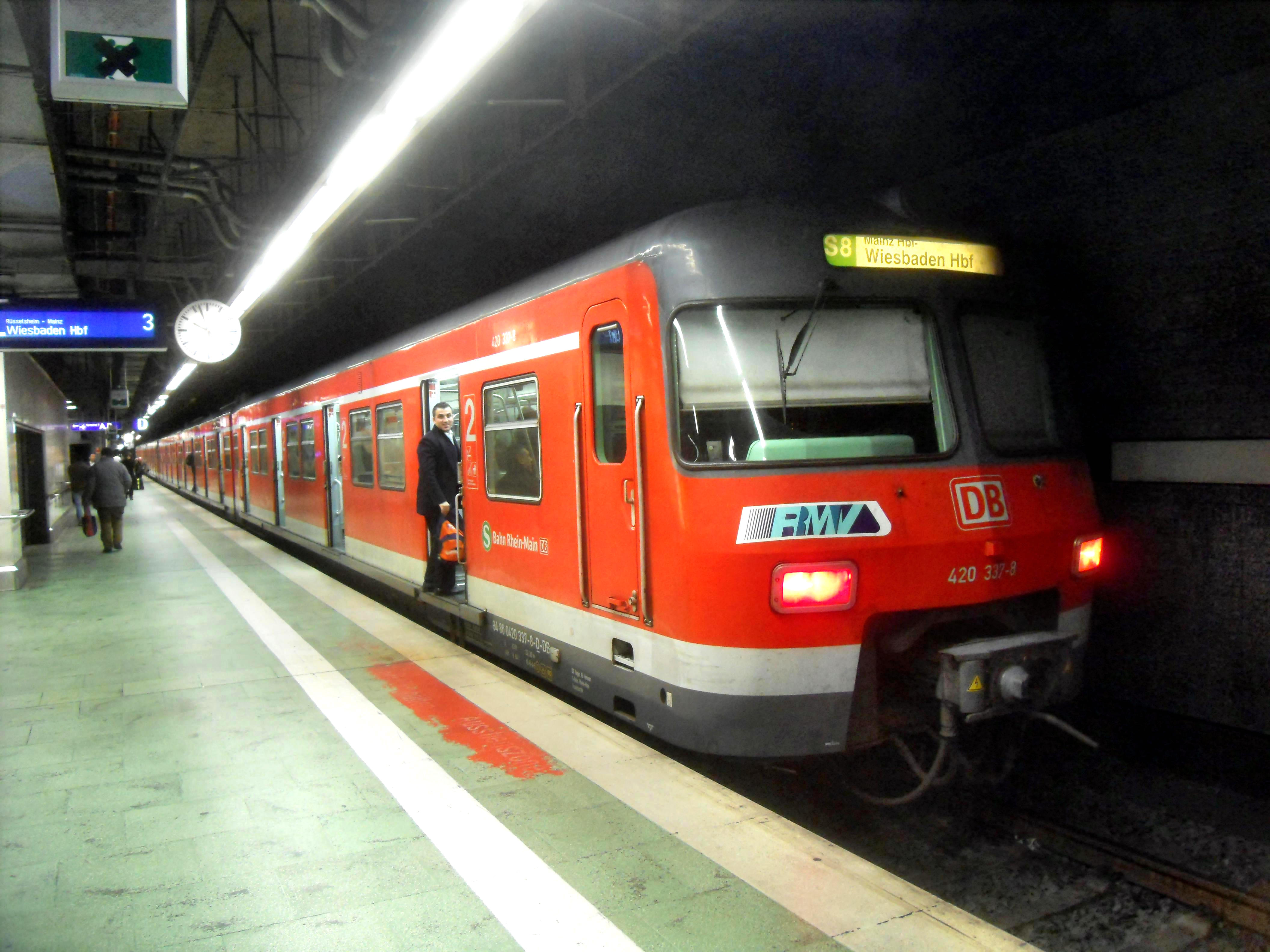
De S8 op het station Frankfurt Flughafen

S8 is een van de negen lijnen die onderdeel zijn van het S-Bahn Rhein-Main-netwerk. De S-Bahn is een regionale metro die de verre buitenwijken en voorsteden verbindt met het centrum van Frankfurt am Main. S8 werd geopend in 1978 en de laatste verlenging vond plaats in 1995. Toen werd de traject van Frankfurt Mühlberg tot Hanau geopend. De lijn loopt van Wiesbaden naar Hanau. De S8 is dagelijks in bedrijf tussen ongeveer vier uur 's ochtends en twee uur 's nachts. Gedurende het grootste deel van de dag rijdt er per lijn per richting elke 30 minuten een trein; in de minder drukke uren bestaat er een uur-dienst. De S8 loopt bijna volledig op dezelfde route als de S9 (de S9 stopt niet in Mainz-Nord, Mainz Hauptbahnhof, Mainz Römisches Theater en Mainz-Gustavsburg, de S8 niet in Mainz-Kastel). Op het gecombineerde deel van deze lijn stopt een S-Bahntrein in principe elke 15 minuten en in de minder drukke uren elke 30 minuten.